# Xylotrechus rusticus
Xylotrechus rusticus је врста инсекта из реда тврдокрилаца (Coleoptera) и породице стрижибуба (Cerambycidae). Сврстана је у потпородицу Cerambycinae.

## Распрострањеност
Врста је распрострањена на подручју Европе, Кавказа, Мале Азије и Ирана. У Србији је широко распрострањена али се спорадично бележи. 

## Опис
Тело је црно или тамнобраон боје са јасним мрљама у виду беличастих тачака и попречних штрафти. Угласти пронотум и шаре на покрилцима састоје се само од светле пубесценције на тамној подлози. Антене су средње дужине. Дужина тела 9-20 mm.

## Биологија
Животни циклус траје две године, ларве се развијају у стојећим и палим стаблима листопадног дрвећа изложеног сунцу. Адулти се срећу на биљци домаћину. Као домаћини јављају се различите врсте листопадног дрвећа (топола, бреза, јавор, врба, липа, брест, храст, питоми кестен и јаребика). 

## Статус заштите
Врста се налази на Европској црвеној листи сапроксилних тврдокрилаца.

## Синоними
- Leptura rustica Linnaeus, 1758
- Callidium rusticum (Linnaeus, 1758)
- Clytus rusticus (Linnaeus, 1758)
- Rusticoclytus rusticus (Linnaeus, 1758)
- Callidium atomarium Fabricius, 1792
- Clytus atomarius Fabricius, 1801
- Callidium confusum Herbst, 1784
- Callidium hafniense Fabricius, 1775
- Xylotrechus kuwayamae Mitsuhashi, 1906
- Cerambyx liciatus Linnaeus, 1767